# Häradsväg
Häradsväg var i Sverige före 1891 en förbindelseled av mindre betydelse än landsväg men större än en sockenväg. En häradsväg skulle vara minst 6 alnar (3,6 meter) bred, men skillnaden mellan häradsväg och sockenväg var dock inte särskilt väldefinierad. Enligt 1891 års väglag ersattes både häradsväg och sockenväg med bygdeväg.